# Penza
Penza (oroszul: Пенза) város Oroszország európai részén, Moszkvától délkeletre. A Penzai terület közigazgatási, gazdasági és kulturális központja. 
Lakossága: 517 311 fő (a 2010. évi népszámláláskor).
A város neve valószínűleg a Penza, Penzjatka folyó nevéből származik; a folyónév eredete azonban nincs tisztázva.

## Fekvése
A Volgamenti-hátság nyugati részén, a Szura folyó két partján, a Penza folyó torkolatánál fekszik. A Szurán följebb, a várostól 10 km-re az 1970-es években nagy víztározót alakítottak ki.

## Történeti áttekintés
A település elődjét az orosz állam akkori délkeleti határán, a védelmi rendszer egyik őrhelyeként alapították 1663-ban, a Penza folyó partján. 1708-tól a Kazányi kormányzósághoz tartozott, 1719-től egy kisebb közigazgatási egység központja volt. 1801-ben kormányzósági várossá nyilvánították, ekkor indult fejlődésnek mint kormányzósági székhely.
Miután az ország határa távolabbra került, a település stratégiai szerepe a 18. század első harmadában megszűnt, és a körzetben a század második felében jelentős nemesi földbirtokok jöttek létre. Az 1781-ben jóváhagyott városi és kormányzósági címerben a három gabonakéve a mezőgazdaság (főként a rozs és az árpa) fontosságára utalt. Penza elsősorban a szesz- és gabonakereskedelem, a malomipar központja lett, az itt őrölt lisztet hajón szállították az északi orosz nagyvárosokba. Ekkoriban Penzát a „kereskedők városának” is nevezték. Fejlődését elősegítette, hogy 1874-ben ide is elérkezett a vasút. A 19. század végén a városban 160 kisebb-nagyobb üzem, gyár működött; kiemelhető közülük a papírgyár, melyet 1850-ben az egyik leggazdagabb helybeli gabonakereskedő alapított.
Az alapvető iskolákon kívül itt alakult meg 1882-ben az ország egyik első zeneiskolája. A kormányzó által a városra hagyott gazdag kép- és könyvtár képezte alapját az 1892-ben megnyitott képtárnak és könyvtárnak, valamint a nagy összegű adományból életre hívott, az országban egyik legkorábbi képzőművészeti iskolának (1898). 
A szovjet hatalom idején, 1928-ban a Penzai kormányzóságot megszüntették, ekkortól Penza előbb a Középső-Volga vidékhez, későbbi nevén Kujbisevi vidékhez, majd a Tambovi területhez tartozott. 1939-ben az akkor kialakított Penzai terület székhelye lett.
A második világháborúban a harcok elől Penzába telepített gyárakban többek között aknavetők gyártását szervezték meg. A háború után az áttelepített és részben itt is hagyott üzemek képezték az alapját az ipar további erőteljes fejlesztésének. A város újabban létesített negyedeit többségében a Szura jobb partján alakították ki.

## Gazdaság, közlekedés
Penza gazdasági életében a gépipar játssza a vezető szerepet. Legnagyobb gépgyárai:
- Dízelmotorgyár (Penzdizelmas, alapítva 1948-ban): vontatójárművekhez dízelmotorok, tengeri és folyami hajókhoz dízelgenerátorok; jármű-dízelmotorokhoz, hőerőművekhez turbófeltöltők gyártása.
- A város nagy vegyipari gépgyárát (Penzhimmas) 1952-ben alapították. Itt készültek az 1950-es évek közepén az első szputnyikoknak, majd Gagarin 1961. áprilisi űrrepülésének rakétaindító berendezései. Nagyméretű kőolaj- és gázipari berendezések, olajfinomító- és fúrótornyok gyártása jellemzi;  gyártmányai között léghűtő berendezések, hőcserélők, vákuumos szűrők, a petrolkémia- és a gáziparban használatos magas hőmérsékletű csőkemencék említhetők.
- Az ipari csőszerelvények gyárának fő termékei: gömbcsapok, nyomásszabályozók, biztonsági- és egyéb szelepek atom- és hőerőművekben, olaj-, gáz- és vegyipari csővezetékeknél való felhasználásra.
- Kompresszorgyár: ipari kompresszorok, szivattyúk gyártása.
- A Penzai Kerékpárgyár elődjét 1915-ben eredetileg lőszergyárként alapították, először 1928-ban tért át kerékpárok készítésére. A Szovjetunió egyik legnagyobb kerékpárgyáraként volt ismert.

Az Elektromehanyika a korai számítógépek építéséről híressé lett vállalat. A 21. század elején többek között atom- és hőerőművek technológiai folyamatainak ellenőrzését és szabályozását végző rendszereket készít, valamint programvezérlésű forgalomirányítási eszközöket, főként a vasúti közlekedés számára.
A Penzában 1946-ban alapított egykori analitikus számológépek gyára, (ahol az Ural–2 is készült), az 1990-es évek közepén átállt háztartási gépek gyártására; villanybojlereket és különféle főzőlapokat készít lakossági felhasználásra.
A város gyógyszergyára (Bioszintez) korábban főként antibiotikumok előállítására rendezkedett be, ez a 21. század elején sokféle gyógyszer készítésével egészült ki. Egy 1994 óta működő helyi vállalat mesterséges szívbillentyűk készítésére specializálódott. 
Penzában van Oroszország legrégebben működő papírgyára, az 1850. évi alapítású Majak (jelentése: 'világítótorony'). A már több önálló gazdasági társasággá átszervezett vállalatcsoport minőségi papírral nem csak a nyomdaipart szolgálja ki, hanem hullámkartont, csomagolóanyagokat és  különféle tapétákat is gyárt.
A várostól 12 km-re keletre fekszik Zarecsnij zárt város (korábbi nevén Penza-19), a szovjet és orosz nukleáris fegyverkezés egyik központja. Építésének kezdetén, 1954-ben a terület még Penzához tartozott, 1958 végén lett önálló város. 

### Közlekedés
Penza jelentős vasúti csomópont. Északon Szaranszkba, nyugati irányban Morsanszk–Tula felé, keleten a Volga parti Szizranyba vezet vasútvonal.  
A város az M5-ös „Urál” főút mentén fekszik. Néhány kilométernyire a várostól vezet az észak–dél irányú (P158 jelű) Szaratov–Nyizsnyij Novgorod főút, a nyugatra fekvő Tambovba pedig a 209-es úton lehet eljutni.
Repülőteréről (Tyernovka) Moszkvába és Szentpétervárra, nyáron pedig Szocsiba is rendszeres járatok közlekednek.
Távolsági autóbuszjáratok kötik össze a Penzai terület járási központjaival és a szomszédos régiók nagyobb városaival. A városi közösségi közlekedése főként autó- és trolibuszokon bonyolódik, villamospályák nem épültek.

## Kultúra, felsőoktatás
A város a Penzai terület oktatási és kulturális központja is. Legfontosabb felsőoktatási intézményei:
- Penzai Állami Egyetem. 1943-ban alapították; 1958-tól műszaki főiskola, 1993-tól műszaki egyetem, 1998. januártól Penzai Állami Egyetem
- a Belinszkij nevét viselő tanárképző (pedagógiai) egyetem
- építészeti egyetem
- tüzérségi mérnökképző főiskola
- egy mezőgazdasági és egy technológiai felsőoktatási intézmény (akadémia)

További tudományos kutató- és felsőoktatási intézetek is működnek a városban.
Az 1895-ben alapított képtárat első igazgatójáról, Konsztantyin Apollonovics Szavickij festőművészről nevezték el. A város első helytörténeti múzeumát 1891-ben nyitották meg; a Penzai terület helytörténeti múzeuma az 1911-ben létesített természetrajzi múzeumból nőtt ki. 
A központi színház régi épülete 2008 januárjában teljesen kiégett, ezért le kellett bontani. A helyén emelt új színházépületben 2010 tavaszán tartották az első előadást.

## Nevezetességek

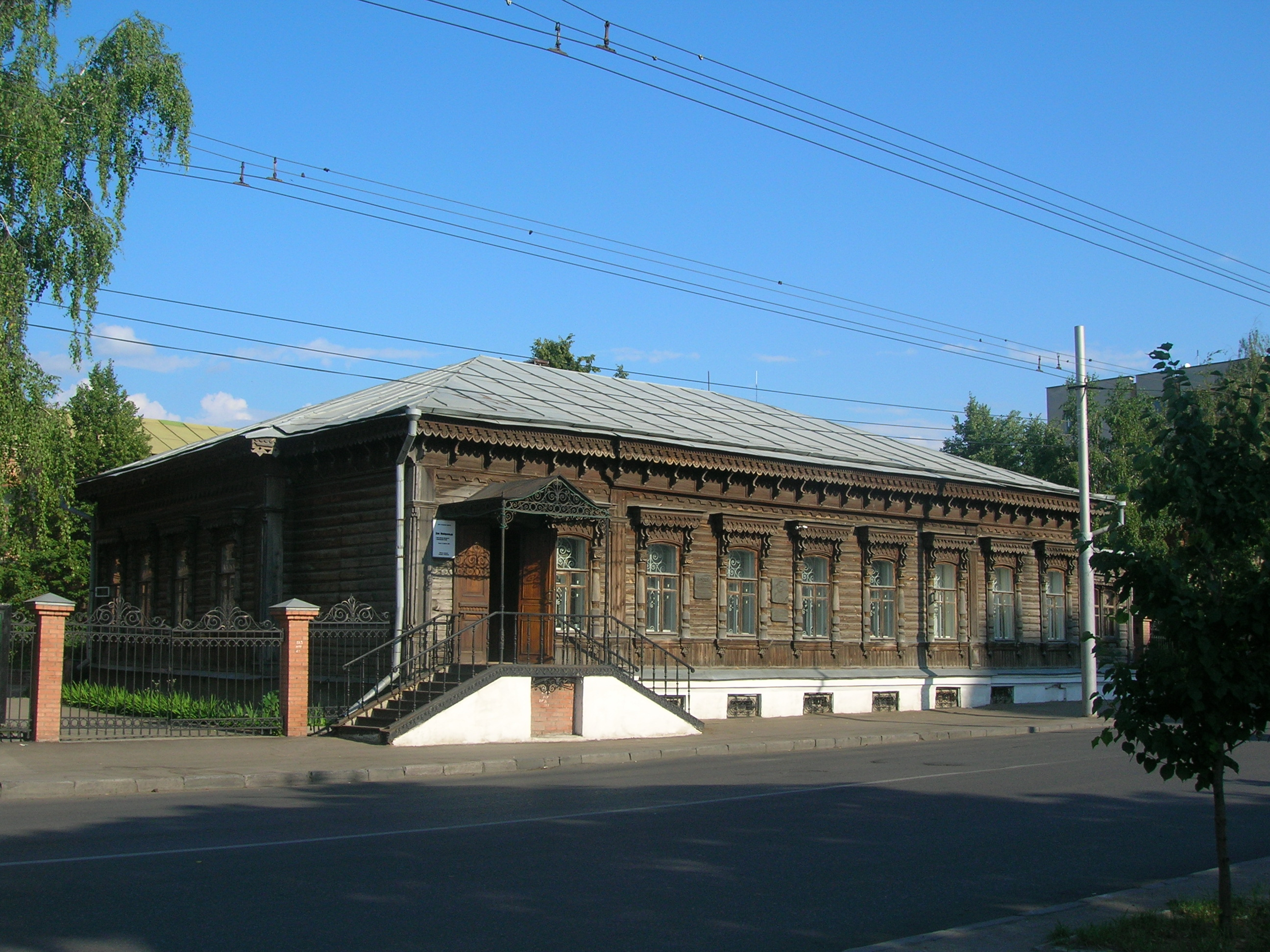
A Mejerhold-ház, színházművészeti központ.

A történelmi városmag a Szura magas nyugati (bal) partján jött létre. Főútjai a folyóval párhuzamos irányban futnak. A 18. század végén emelt és később átalakított építményei közül fennmaradt a kormányzó palotája és a nemesi gyűlés épülete; a kórház épületegyüttese az 1830-as években épült késő klasszicista stílusban. A 19. század végén a városnak még közel harminc temploma volt. Ezek többségét, köztük a 19. század első negyedében emelt klasszicista stílusú székesegyházat az 1930-as években lerombolták, illetve veszni hagyták.
Penza szülötte  Vszevolod Pudovkin filmrendező és Vszevolod Mejerhold neves színházrendező. Mejerholdék fából épült egykori udvarházában 1984-ben, a rendező születésének 110. évfordulóján emlékmúzeumot nyitottak. 2003 óta a Mejerhold-ház színházművészeti központként működik, de néhány helyiségében Mejerhold penzai tartózkodásának emlékeit mutatják be.